# Read It and Weep
Read It and Weep (no Brasil: Diário de Uma Adolescente) é um filme original do Disney Channel, estrelado pelas irmãs Kay e Danielle Panabaker, e baseado no livro "How My Private, Personal Journal Became A Bestseller" de Julia DeVillers.
Foi lançado nos Estados Unidos em 21 de Julho de 2006, e conseguiu 5,6 milhões de telespectadores em sua primeira exibição. Em Portugal estreou no dia 16 de Julho de 2011, e no Brasil em 2 de Abril de 2009, onde também chegou a ser exibido algumas vezes pela Rede Globo.

## Sinopse
Jameson "Jamie" Bartlett (Kay Panabaker), tem três melhores amigos Connor (Jason Dolley), Lindsay e Harmony, e uma inimiga chamada Sawyer Sullivan, que namora o garoto de quem Jamie gosta. Ela também tem um Palm Top no qual ela escreve seu diário. Nesse diário ela escreve sobre uma personagem chamada Isabella, ou "Is", uma garota popular com poderes incríveis. Ela baseia a personagem nela mesma, e usa seu mundo imaginário para escrever sobre o que ela sente por seus colegas de classe, amigos e sua vida.
Depois que ela acidentalmente entrega o diário no lugar de um trabalho de inglês, ele ganha um concurso de redações, onde o vencedor teria a redação publicada. O livro de Jamie começa a ter muita publicidade e se torna um bestseller. Com isso ela fica famosa, começa a dar autógrafos e a ser convidada para programas de televisão. Jamie fica cada vez mais materialista e muito crítica em relação ao mundo em volta dela, largando o emprego na pizzaria de seu pai, ridicularizando seu irmão quando toca guitarra, e esfregando sua fama e sucesso na cara dos antigos amigos.
Sua popularidade continua, até falar demais em uma entrevista e revelar que a antagonista de sua história é baseada em sua inimiga Sawyer, e toda a escola descobre que o livro é baseado nos sentimentos negativos de Jamie sobre seus colegas. Jamie quer o apoio de seus antigos amigos, mas eles começam a evitar ela, para completar, ela escuta uma discussão de seus pais sobre fechar a pizzaria, agora ela precisa compensar seus erros com todos em sua volta.

## Elenco
| Ator/Atriz         | Personagem      |
| ------------------ | --------------- |
| Kay Panabaker      | Jamie Bartlet   |
| Danielle Panabaker | "IS"            |
| Alexandra Krosney  | Harmony         |
| Marquise Brown     | Lindsay         |
| Allison Scagliotti | Sawyer Sullivan |
| Jason Dolley       | Connor Kennedy  |
| Chad Broskey       | Marco Vega      |
| Tom Virtue         | Ralph Bartlett  |
| Connie Young       | Peggy Bartlett  |
| Robin Riker        | Diana           |
| Nick Whitaker      | Lenny Bartlett  |
| Falisha Fehoko     | Jennifer #1     |
| Malinda Money      | Jennifer #2     |
| Joyce Cohen        | Sra. Gallagher  |

## Produção
"Read It and Weep" foi filmado na Murray High School e em Salt Lake City. A Murray High School também foi cenário, do filme Minutemen: Viajantes do Tempo (2008), e o auditório da mesma escola serviu de cenário para os filmes High School Musical (2006) e High School Musical 3: Ano da Formatura (2008).

## Diferenças entre o Livro e o Filme
Têm algumas diferenças entre a história contada pelo livro e a história contada pelo filme. São elas:
- No filme, Sawyer tem cabelos curto e marrom, no livro, Sawyer tem cabelos louros e compridos;
- No filme, Jamie conversa com Is, no livro não;
- No livro, Harmony vive um tempo na cidade e outro em um condomínio residencial, no filme ela vive em um lugar só.
- No filme, Lindsay tem pele escura, cabelos negros e olhos castanhos, no livro ela tem pele clara, é ruiva e tem olhos azuis;
- No livro, Lindsay está sempre triste com seu peso, no filme isso nunca é mencionado;
- No livro, Connor é o novo estudante do colégio, no filme ele já é amigo de Jamie no começo;
- No filme, Jamie usa seu Palm Top para escrever seu livro, no livro ela só ganha o Palm Top depois de escrever o livro;
- No livro, Jamie tem uma irmã chamada Allie e no filme ela tem um irmão chamado Lenny. Na cena do filme em que ela está apagando seus contatos um dos nomes que aparece na tela do computador é Allie;
- No livro, o livro de Jamie chama "IS", no filme ele se chama "Is Saves the World" (Is Salva o Mundo);
- No filme tem um baile do colégio, no livro não tem;
- No filme a professora se chama senhorita Gallagher, no livro ela se chama Sofia.
- No Livro os poderes de Is são Raios mas no filme são Zaps.
- No livro, Swayer se chama Siana
- No filme Harmony é ambientalista, no livro isso nunca foi dito.
- No livro o pai de Jamie se chama Steve, no filme ele se chama Ralph. Na cena do filme em que Connor está falando com Jamie na tela aparece o nome Steve.
- No filme os pais de Jamie tem uma pizzaria, mais no livro a mãe de Jamie é dona de casa e o pai trabalha num escritório.